# 浅見敏彦
淺見敏彦（あさみ としひこ、1943年7月12日 - ）は、日本の大蔵官僚。血液型はB型。東京都世田谷区経堂2丁目在住。大阪国税局長、大臣官房審議官（関税局担当）、印刷局長、日本酒造組合中央会副会長などを務めた。

## 来歴
愛知県豊橋市出身（父母も愛知県）。大阪府立天王寺高等学校、東京大学法学部第2類（公法コース）卒業。1966年 大蔵省に入省（国有財産局総務課）。1971年7月 伊勢税務署長。
主計局法規課長補佐、主計局主計官補佐（総理府第二係主査）などを経て、1982年1月 大蔵大臣秘書官（事務担当）。1984年6月 主計局調査課長。1985年6月 主計局主計官（総理府、司法・警察担当）。1987年7月 銀行局特別金融課長。1989年6月 大臣官房会計課長。1990年6月29日 神戸税関長。1991年6月11日 国税庁間税部長。同年7月 国税庁長官官房国税審議官（酒類等担当）。1992年6月26日 大阪国税局長。1993年7月13日 大臣官房審議官（関税局担当）。1994年7月1日 印刷局長。1995年5月26日 退官。
同年6月 住宅金融公庫理事。1997年6月 日本酒造組合中央会副会長。
2013年11月 瑞宝中綬章受章。

## 略歴
- 1966年4月：大蔵省に入省（国有財産局総務課）。
- 1967年6月：大阪国税局調査部。
- 1968年7月：大臣官房調査企画課。
- 1969年4月：理財局地方資金課。
- 1970年7月：理財局資金課企画係長[5]。
- 1971年7月：伊勢税務署長。
- 1972年5月：日本貿易振興会（ヒューストン駐在）。
- 1975年7月：主計局法規課長補佐。
- 1977年7月：主計局主計官補佐（総理府第二係主査）。
- 1978年7月：仙台国税局調査査察部長。
- 1980年6月：大臣官房企画官。
- 1981年7月：大臣官房企画官 兼 理財局総務課。
- 1982年1月：大蔵大臣秘書官（事務担当）。
- 1984年6月：主計局調査課長。
- 1985年6月：主計局主計官（総理府、司法・警察担当）。
- 1987年7月：銀行局特別金融課長。
- 1989年6月：大臣官房会計課長。
- 1990年6月29日：神戸税関長。
- 1991年6月11日：国税庁間税部長。
- 1991年7月：国税庁長官官房国税審議官（酒類等担当）。
- 1992年6月26日：大阪国税局長。
- 1993年7月13日：大臣官房審議官（関税局担当）。
- 1994年7月1日：印刷局長。
- 1995年5月26日：退官。
- 1995年6月：住宅金融公庫理事。
- 1997年6月：日本酒造組合中央会副会長。

## 人物
- 趣味は旅行、スポーツ観戦（プロ野球は小学校からのカープファン）、音楽鑑賞（クラッシック、酒が入れば歌う）、マージャン[1]。